# 大利根飛行場

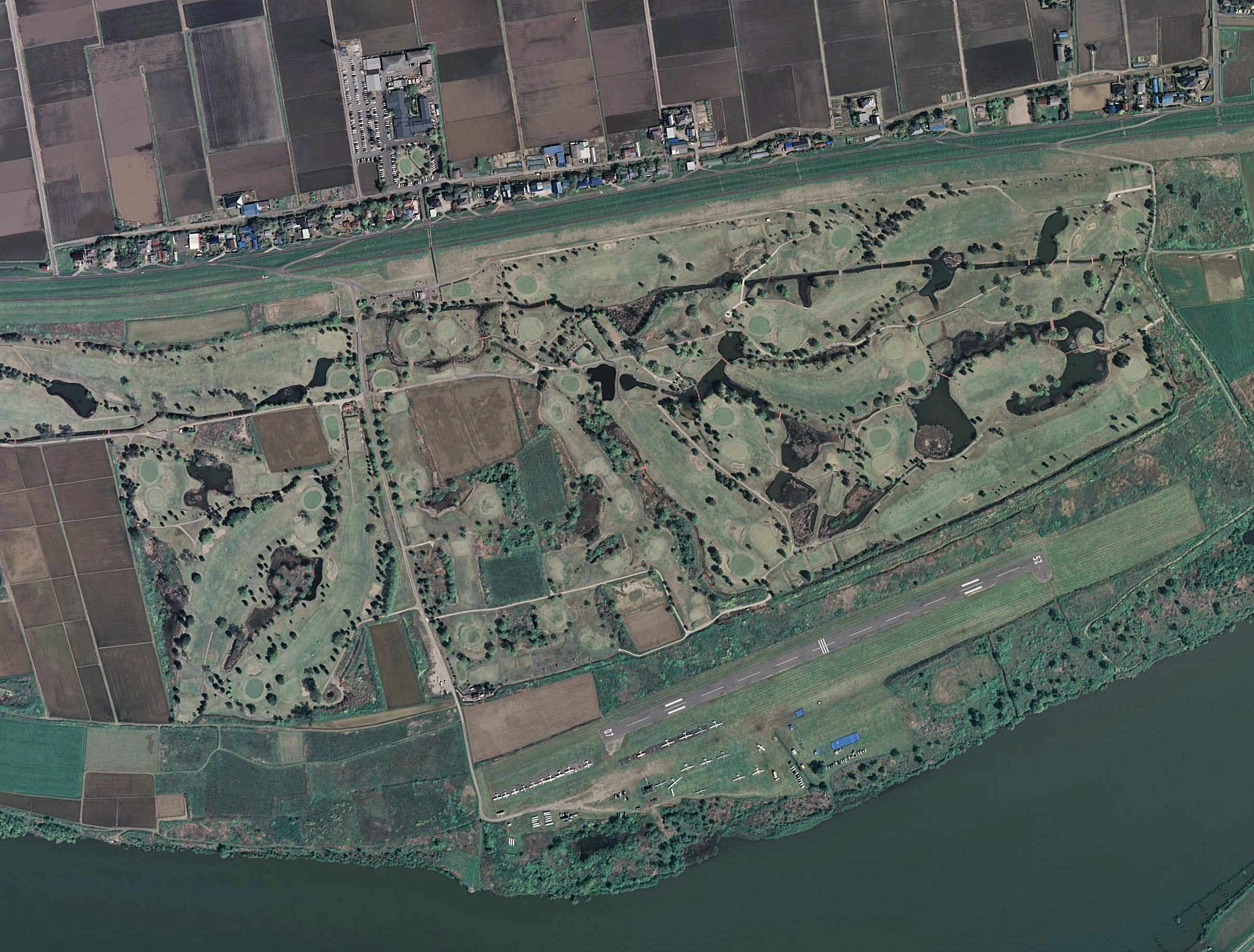
大利根飛行場上空の空中写真（2010年撮影）

大利根飛行場（おおとねひこうじょう）は、茨城県稲敷郡河内町の利根川河川敷にある飛行場である。空港法の分類では場外離着陸場に該当する。

## 概要
一般社団法人日本飛行連盟が運営している飛行場で、主にグライダーの離着陸、軽飛行機操縦訓練・教習のために使用されており、定期便の就航はない。利根川の河川敷に河川敷地占用許可を受けて立地している。
1964年（昭和39年）にグライダー練習を主目的に開設された。同飛行場に向かう場合は、ゴルフ場「ニッソーカントリークラブ」敷地内を横切る道路を利用する。
河川敷にあるため、利根川が氾濫した時に滑走路が水没することがある。
- 大利根飛行場を西側から空撮（2018年）
- 同飛行場を東側から空撮（2024年）

## 参考
1926年（大正15年）10月、千葉県銚子市大橋町に、水上機用飛行場として同名の「大利根飛行場」が開設されている。利根川を利用し、銚子 - 佐原間や水郷地帯などへの遊覧飛行も行っていた。なお、同飛行場は、1934年（昭和9年）3月に閉鎖された。